# Muziekgebouw aan 't IJ
Muziekgebouw aan 't IJ je koncertna dvorana v Amsterdamu na Nizozemskem.  Nizozemski izraz »muziekgebouw« dejansko pomeni »glasbena stavba«. Zaradi svoje akustike velja dvorana Concertgebouw za eno najboljših koncertnih dvoran v svetovnem merilu.